# Françoise Atlan
Pour les articles homonymes, voir Atlan.
Françoise Atlan (פרנסואז אטלן en hébreu, فرنسواز أطلان en arabe), née le 27 juillet 1964 à Narbonne, est une chanteuse française spécialisée dans l'interprétation du répertoire des anciennes musiques traditionnelles arabo-andalouse, matrouz, séfarade et ladino.

## Biographie
Françoise Atlan naît le 27 juillet 1964 à Narbonne (France)dans une famille juive algérienne d'origine berbère par son père  et andalouse par sa mère,. Son père est un avocat originaire de Béjaïa (Bougie) en Algérie (maire de Saint-Jean-de-Védas de 1989 à 2009, élu sur une liste du Parti socialiste). Sa mère est une chanteuse lyrique ainsi qu'une professeure de piano. Comme la quasi-totalité des juifs d'Algérie dont la famille avait acquis la nationalité française pendant l'ère coloniale (décret n° 136 de 1870 dit décret Crémieux), le couple trouve refuge en France à la déclaration d'indépendance de l'Algérie. Françoise Atlan a un fils, Élias, né en 1994.

### Études musicales
Françoise Atlan commence à étudier le piano dès l'âge de six ans avec sa mère. En 1984, en fin de cycle aux conservatoires de Saint-Étienne puis d'Aix-en-Provence, elle obtient ses diplômes de fin d'études avec un premier prix pour le piano et un deuxième prix pour la musique de chambre. Elle étudie ensuite la musicologie à l'université d'Aix-Marseille où elle obtient le certificat d'aptitude au professorat de l'enseignement du second degré (CAPES) en musicologie. En parallèle, elle étudie les techniques du chant lyrique avec Andréa Guiot dans la classe de Régine Crespin à l'Opéra de Paris.

### Carrière
Elle participe notamment au Festival des musiques sacrées du monde de Fès et au Gibraltar World Music Festival aux côtés des divas Mor Karbasi, Sarah Aroeste et Ofir. Elle fait plusieurs duos au Maroc avec la chanteuse de gharnati Bahaâ Ronda. Elle collabore aussi avec la pianiste Nathalie Négro pour le disque Rivages. Elle intervient à plusieurs reprises dans un répertoire arabo-andalou et soufi avec la directrice artistique Carole Latifa Ameer, notamment à l'Institut du monde arabe à Paris et au festival de Fès de la culture soufie.
Le 30 mars 2019, elle est l'une des trois interprètes à chanter à l'unisson des chants religieux musulmans, chrétiens et juifs accompagnés par l'Orchestre philharmonique marocain lors de la visite du Pape François au royaume chérifien. En 2018, elle acquiert la nationalité marocaine par décret royal publié au Bulletin officiel marocain,,.
Françoise Atlan collabore avec la mezzo-soprano Sofia Falkovitch pour le CD d'arrangements de chants juifs traditionnels Sœurs d'âme, Soul Sisters qui sort en 2023 (label Indesens Calliope).

## Discographie
- 1992 : Romances Sefardies, Entre la rose et le jasmin  Buda Records	92529-2
- 2003 : Nawah
- 2003 : Andalussyat
- 2004 : Terres Turquoises, avec  Constantinople et Kiya Tabassian,  Atma Classique ACD 2 2314
- 2008 : Ay!! Amor...  avec Constantinople, Atma Classique	ACD2 2594	2008
- 2011 : Premiers Songes – Early Dreams – poèmes de Sor Juana Inés de la Cruz, avec Constantinople, Analekta AN 2 9989
- 2014 :Aman! Sefarad...  Buda Musique

## Récompenses
- 1987 : Grand prix du disque de l'Académie Charles-Cros pour son interprétation des Cantigas de Maurice Ohana avec l'ensemble de musique contemporaine Musicatreize.
- 1994 : Diapason d'Or de la revue musicale française Diapason, pour son CD Entre la rose et le jasmin.
- 1998 : Grand prix de la « villa Medicis hors les murs » attribué par le ministère français de la Culture à des artistes nationaux pour son collectage des musiques traditionnelles de Fès, au Maroc. Ce prix lui ouvre une bourse de trois ans pour une formation au chant arabo-andalou de la tradition de Fès auprès du maître Mohamed Briouel. Ensemble, ils enregistrent le disque Nawba M'Cherqi.
- 2007 : Prix Fondation Caisse d'épargne « Meilleure Artiste chant du monde ».